# 51. pehotna divizija (ZDA)
51. pehotna divizija (izvirno angleško 51st Infantry Division) je bila pehotna divizija Kopenske vojske ZDA.